# Tylos europaeus
Tylos europaeus es una especie de crustáceo isópodo de la familia Tylidae.

## Distribución geográfica
Se distribuye por el Atlántico nororiental, el mar Mediterráneo y las costas de Macaronesia.